# Kungsbackafjorden

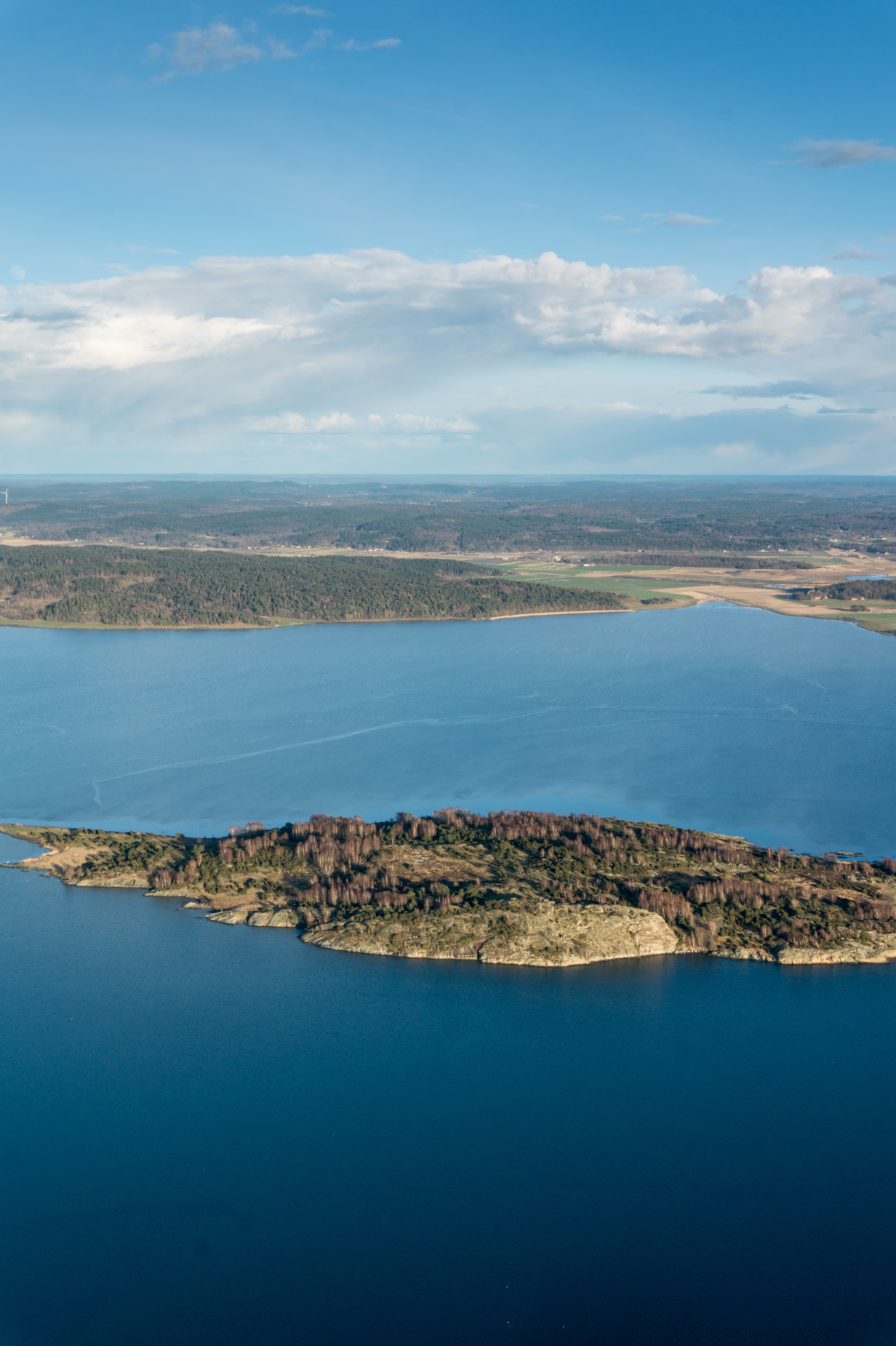
Kalvö i Kungsbackafjorden.

Kungsbackafjorden (ursprungligen Strömsfjorden) är en omkring 10 kilometer lång fjord i norra Halland. Fjorden avgränsas i öster av Fjärås socken och i väster av Onsalahalvön. Både Kungsbackaån och Rolfsån mynnar ut i fjorden, omkring 2 kilometer söder om Kungsbacka. Fjorden mynnar i sin tur ut i Kattegatt. Fjorden är inte en fjord i den rätta bemärkelsen då den saknar en tröskel utan är egentligen ett estuarium.
Fjorden har ett sjuttiotal öar och skär varav Kalvö är den nordligaste. Fjordens huvudöar räknat från norr är: Kalvö, Hällesö, Brokö, Ramnö och Vindö. Det finns två djuprännor där den djupaste är ca 30 meter. 
Hela Kungsbackafjorden är ett naturreservat med ett rikt fågelliv, fler än 240 arter har noterats. Även fornlämningar i form av rösen och labyrinter finns. 

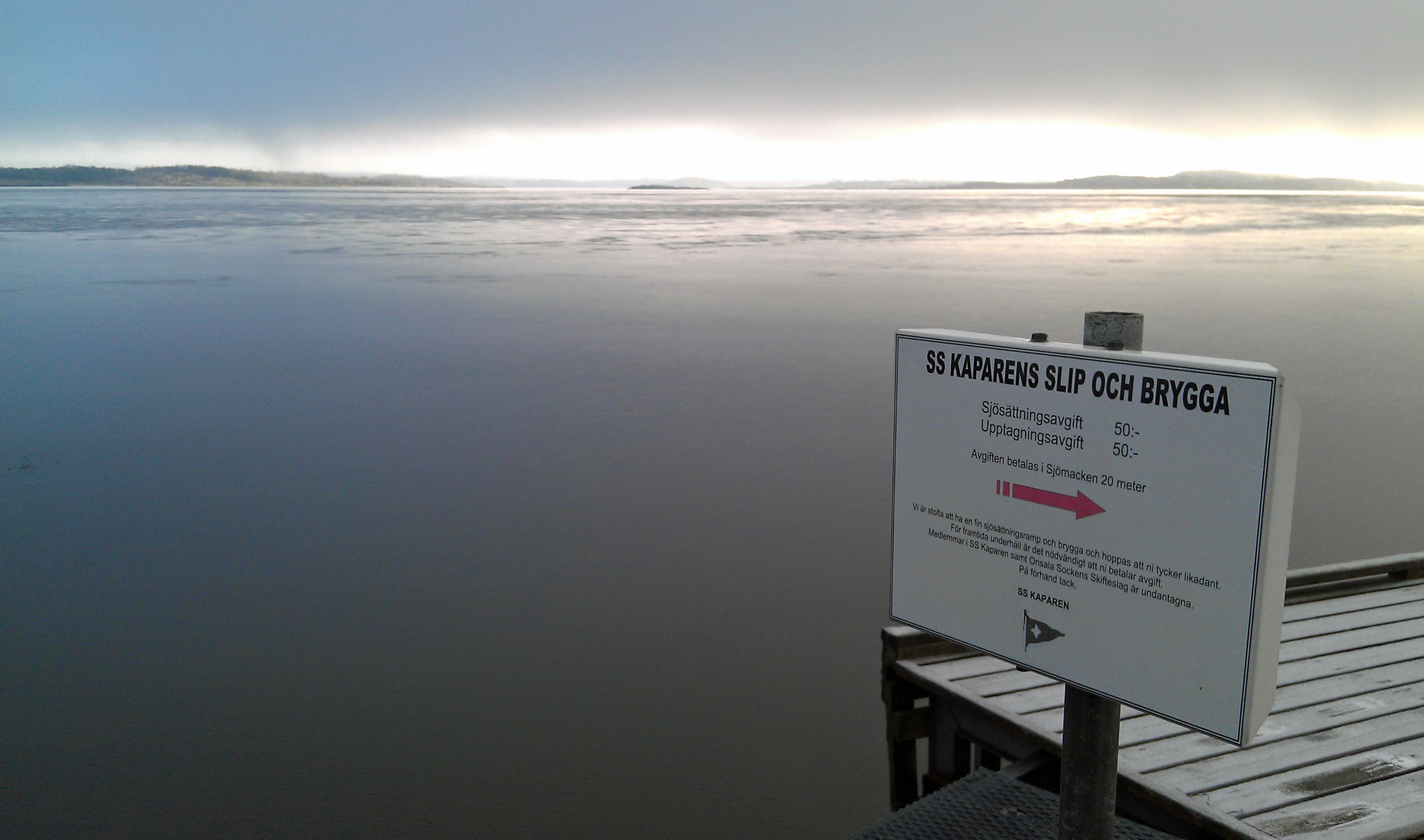
Kungsbackafjorden sedd från Gottskär i december 2011.

## Vattenförvaltning
Fjorden bedömdes inom  Sveriges vattenförvaltning baserat på förvaltningscykeln år 2004-2009 att ha otillfredsställande ekologisk status. Detta var tack vare att tillståndet hos den bottenlevande faunan var otillfredsställande. Även om tillståndet hos bottenfaunan i yttre Kungsbackafjorden verkar ha förbättrats under den senaste tiden och statusen ökat till måttlig, kvarstår miljöproblem som miljögifter och övergödning i både yttre och inre Kungsbackafjorden.    

### Fotnoter
1. ↑  Nordisk Familjebok, från Projekt Runeberg
2. 1 2  Vattendirektivet - 2016 rapportering - Sverige, läs online.[källa från Wikidata]
3. 1 2  Geografisk indelning Direkt v1.0.0, läs online, läs online och läs online.[källa från Wikidata]
4. 1 2  Vattendirektivet - 2016 rapportering - Sverige, läs onlineläs online.[källa från Wikidata]
5. 1 2 3 4 5 6 7 8  Vattendirektivet - 2016 rapportering - Sverige, läs onlineläs online.[källa från Wikidata]
6. ↑  ”Yttre Kungsbackafjorden”. [VISS]. https://viss.lansstyrelsen.se/Waters.aspx?waterMSCD=WA36405364&managementCycleName=Cykel_2. Läst 10 juli 2019.
7. ↑  ”Inre Kungsbackafjorden”. [VISS]. https://viss.lansstyrelsen.se/Waters.aspx?waterMSCD=WA21723833&managementCycleName=Cykel_1. Läst 10 juli 2019.